# 葛西晴清
葛西 晴清（かさい はるきよ）は、戦国時代の大名。

## 生涯
永正14年（1517年）、陸奥国の戦国大名・伊達稙宗の子として誕生。
陸奥葛西氏に入嗣し、養父の葛西晴重が急死すると、家中では反伊達氏の機運が高まる中、実家の威勢をもって家督を継いだと思われる。
程なく伊達氏では稙宗・晴宗父子が争う天文の乱が発生すると、晴清は父の稙宗側へ与し、晴宗側へ与した義理の兄・葛西晴胤と領内抗争を繰り返した。
天文16年（1547年）、死去。